# Château-Musée de Nemours
 (janvier 2025).
Le Château-Musée de Nemours est un musée installé au sein du vieux château de Nemours, à Nemours (Seine-et-Marne). Il a ouvert ses portes le 18 octobre 1903. Après plus de 120 ans d'existence, il conserve plus de 25 000 objets. Labellisé Musée de France, le Château-Musée propose chaque année diverses expositions thématiques sur deux niveaux ouverts au public.

## Historique

### Les trois fondateurs et leurs missions (1901-1932)
À partir de 1900, la dégradation est telle qu'il est envisagé de raser le vieux château de Nemours. Au seuil de la destruction, des travaux de restauration sont entrepris à l'initiative de trois personnalités de Nemours : le sculpteur Justin-Chrysostome Sanson, le peintre Ernest Marché et l'imprimeur en taille douce Adolphe Ardail.
Ensemble, ils constituent un comité en 1901, puis une association qui se concrétise en la « Société des amis du vieux château de Nemours » (SAVCN) le 23 octobre 1902. Sanson qui, depuis 1884, écrivait au maire afin de le persuader de mettre en place un espace d'exposition publique, offrant ses œuvres en don à la ville, en devient le président d'honneur et il met en avant « la conservation du monument, l’entretien de son musée, et son accroissement ».
La restauration est financée par une subvention municipale et une départementale, ainsi que par plusieurs subventions publiques.

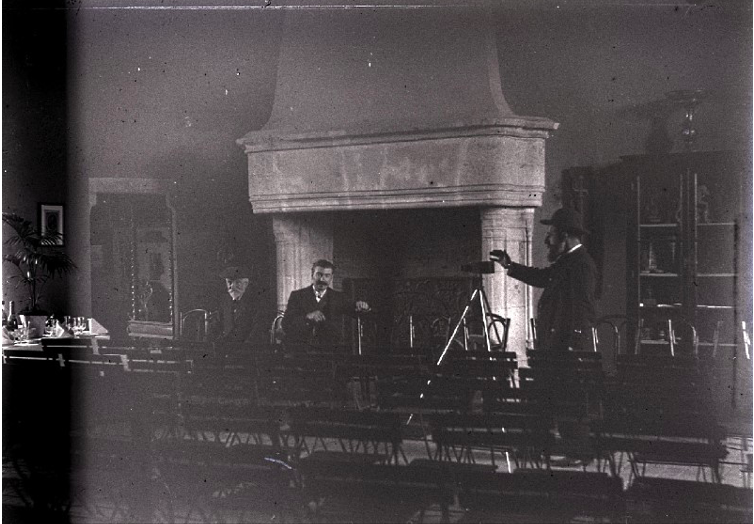
Ouverture du Château-Musée en 1903.

Le Château-Musée ouvre le 18 octobre 1903 : les trois pères fondateurs jouent un rôle essentiel dans les travaux de restauration et dans la mise en place d'une collection pour le musée.
Ardail comme Sanson et, plus tard, l'épouse d'Ernest Marché, lègue une grande partie de ses œuvres au château ; Ardail et Marché sont également conservateurs du musée, le premier jusqu'en 1911 et le second jusqu'à sa mort en 1932.
Dès ses premières années, les collections sont réparties sur trois niveaux et également dans plusieurs galeries. Grâce au catalogue publié en 1907 par la « Société des amis du vieux château », on connaît précisément la disposition des œuvres aux débuts de leur exposition muséale : le rez-de-chaussée du donjon était dédié aux sculptures de Sanson et de ses collègues du XIXe siècle ; au premier étage du donjon, des tapisseries étaient installées aux côtés d'autres objets décoratifs variés ; la galerie, nommée « galerie Ardail », accueillait la collection de gravures ; le deuxième étage du donjon était consacré aux tableaux d’Ernest Marché et de ses contemporains, qui côtoyaient des silex collectés dans la région de Nemours par Edmond Doigneau.

### Le temps de la gestion d'amateur éclairé (1933 - 1971)
À la suite de la mort d'Ernest Marché, sa seconde épouse Suzanne prend la direction de l'établissement. Elle est accompagnée dans cette démarche par Léon Petit. À partir de cette époque, la collection continue de s'enrichir sans que les objets soient systématiquement inscrits à l'inventaire. Les expositions se poursuivent tandis que la vétusté du bâtiment commence à prendre une place de plus en plus importante[pas clair].
Après la mort de Léon Petit, le Château-Musée connaît une première fermeture pour travaux, de 1972 à 1975. Ces travaux portent principalement sur la réfection du système électrique et l'installation du chauffage.

### L'ère Jean-Bernard Roy (1975-2002)
Premier conservateur professionnel dans l'histoire du Château-Musée de Nemours, sa direction va marquer un tournant dans l'historique de l'établissement. Il occupe le poste de directeur de 1975 à 2006. Sous sa direction, l'inventaire est repris en main et le Château-Musée s'ouvre à l'art contemporain (Jean-Michel Folon, 1975 ; Camille Bryen, 1976 ; Claude Lalanne et François-Xavier Lalanne, 1983). Jean-Bernard Roy, y organise de nombreuses expositions, parfois une chaque mois.

### De la réouverture en 2007 à 2024

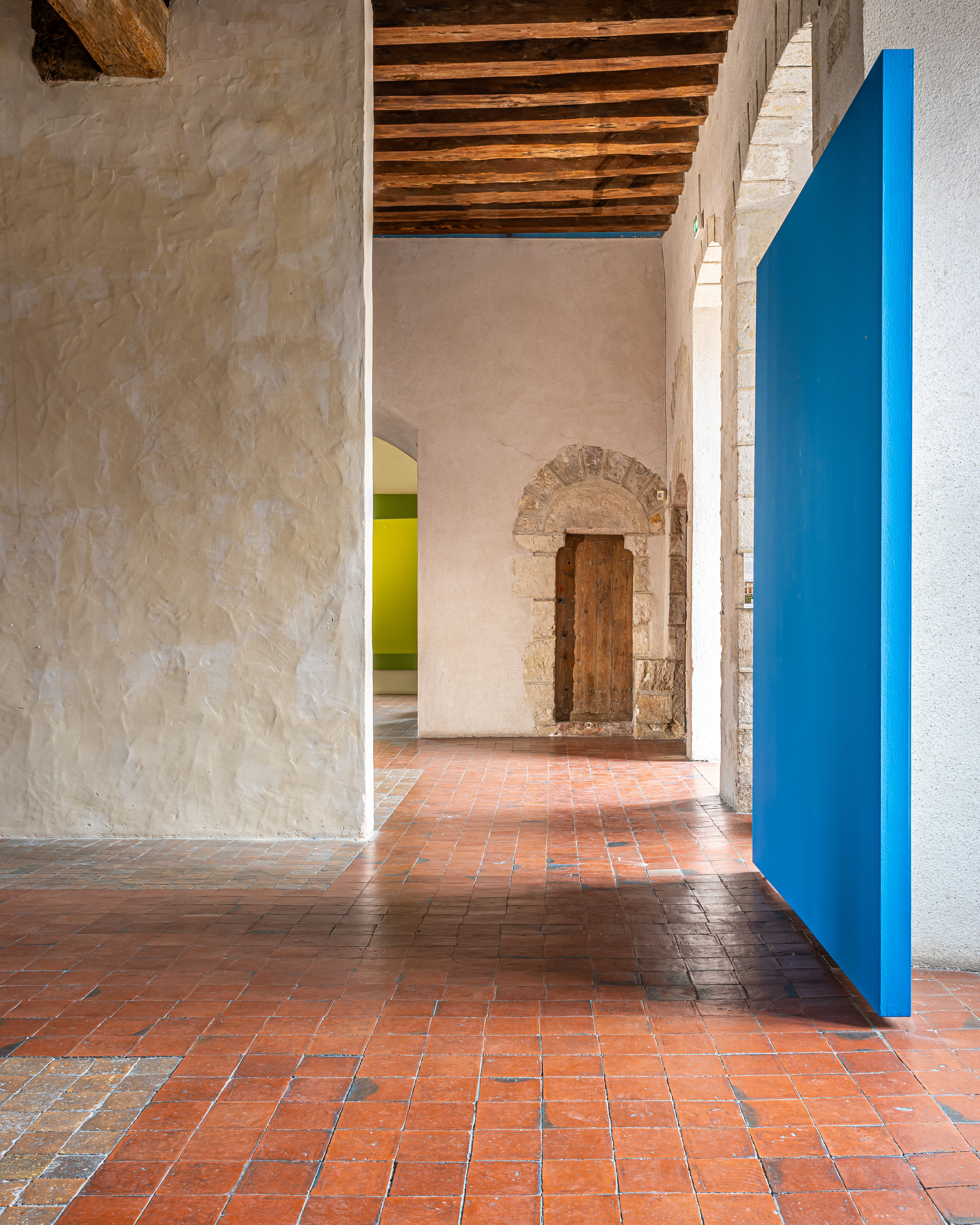
Rez-de-chaussée du Château-Musée de Nemours.

Depuis sa réouverture, le Château-Musée ne comporte pas de parcours permanent mais uniquement des expositions, réparties sur les deux niveaux accessibles au public. En 2007, l'artiste chinois naturalisé français Zao Wou-Ki a été le premier à être mis à l'honneur. Depuis, plus d'une vingtaine d'expositions se sont succédé, parfois monographiques (Justin-Chrysostome Sanson, Ernest Marché, Achille Varin) ou thématiques (la Belle Époque, l'orientalisme, l'art animalier, la photographie, les artistes des bords du Loing, les artistes étrangers à Grez-sur-Loing, etc.).
Parallèlement, le travail sur les collections s'est intensifié, avec la redécouverte de certains pans : la minéralogie, les objets relatifs à l'histoire et aux traditions populaires. Les restaurations se sont poursuivies (près de 330 objets entre 2008 et 2024), ainsi que les prêts à d'autres institutions.
Le Château-Musée noue également régulièrement des partenariats avec différentes structures, comme des établissements d'hébergement pour personnes âgées dépendantes (EHPAD), instituts médico-éducatifs (IME), structures sociales, etc. afin d'ouvrir ses collections au plus large public et d'apporter la culture aux publics empêchés. Il participe également à différents événements nationaux, comme la Nuit européenne des musées ou encore les journées européennes du patrimoine (JEP). À ces occasions, le Château-Musée ouvre des espaces habituellement fermés aux visiteurs, comme les anciens cachots, les sous-sols ou encore certaines réserves.

### Le Château-Musée post-covid

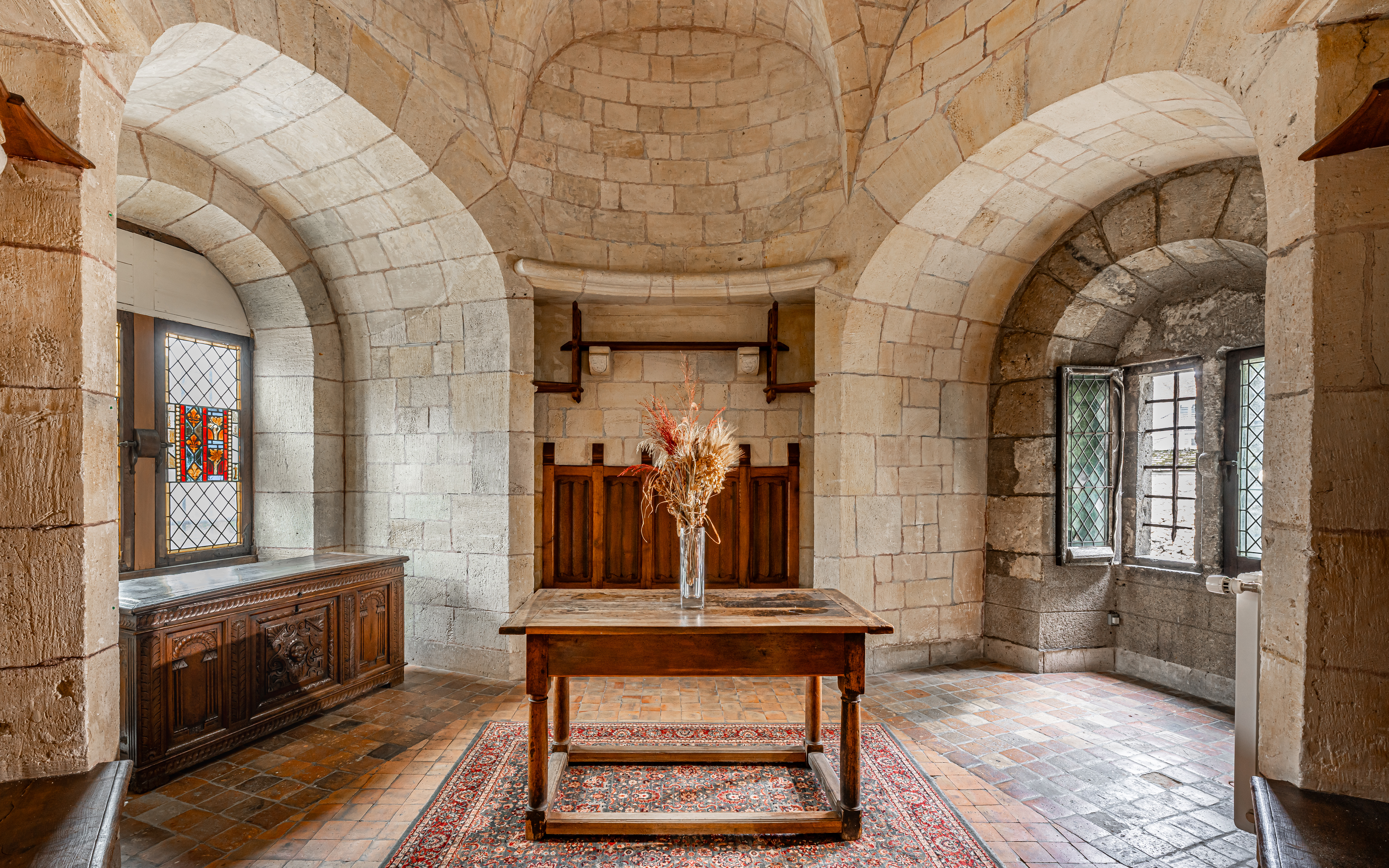
Tourelle Marché.

En lien avec un changement de direction, le Château-Musée rouvre ses portes aux publics le 19 mai 2021. Plusieurs modifications sont apportées afin de redynamiser sa fréquentation après la pandémie. En 2022, de nouveaux espaces sont ouverts au public, comme la tourelle dite du « bureau Marché ». Précédemment occupé par les chargés d'accueil, ce bureau était occupé historiquement par le conservateur du musée, Ernest Marché, qui y a créé un décor en fausse pierre de parement. D'autres projets d'ouvertures sont à l'étude, notamment un cabinet de curiosités dans l'ancienne bibliothèque du Château-Musée.
Le rythme des expositions s'est également accéléré à raison de deux expositions par an. Depuis 2023, les expositions sont intercalées avec des « accrochages » sur des thématiques plus spécifiques comme l'art du portrait (2022), l'art animalier (2023). Centrés sur un niveau, ces accrochages laissent la place à une préfiguration d'un parcours permanent qui devrait voir le jour en 2025.

## 2025, création d'un parcours permanent et ouverture d'un nouvel espace

### Parcours permanent
Pour la première fois depuis la réouverture du Château-Musée en 2007, l’établissement se dote d’un parcours permanent au rez-de-chaussée du château. Déployé autour de trois thématiques, ce parcours met en valeur les œuvres emblématiques de la collection, pour la plupart récemment restaurées.

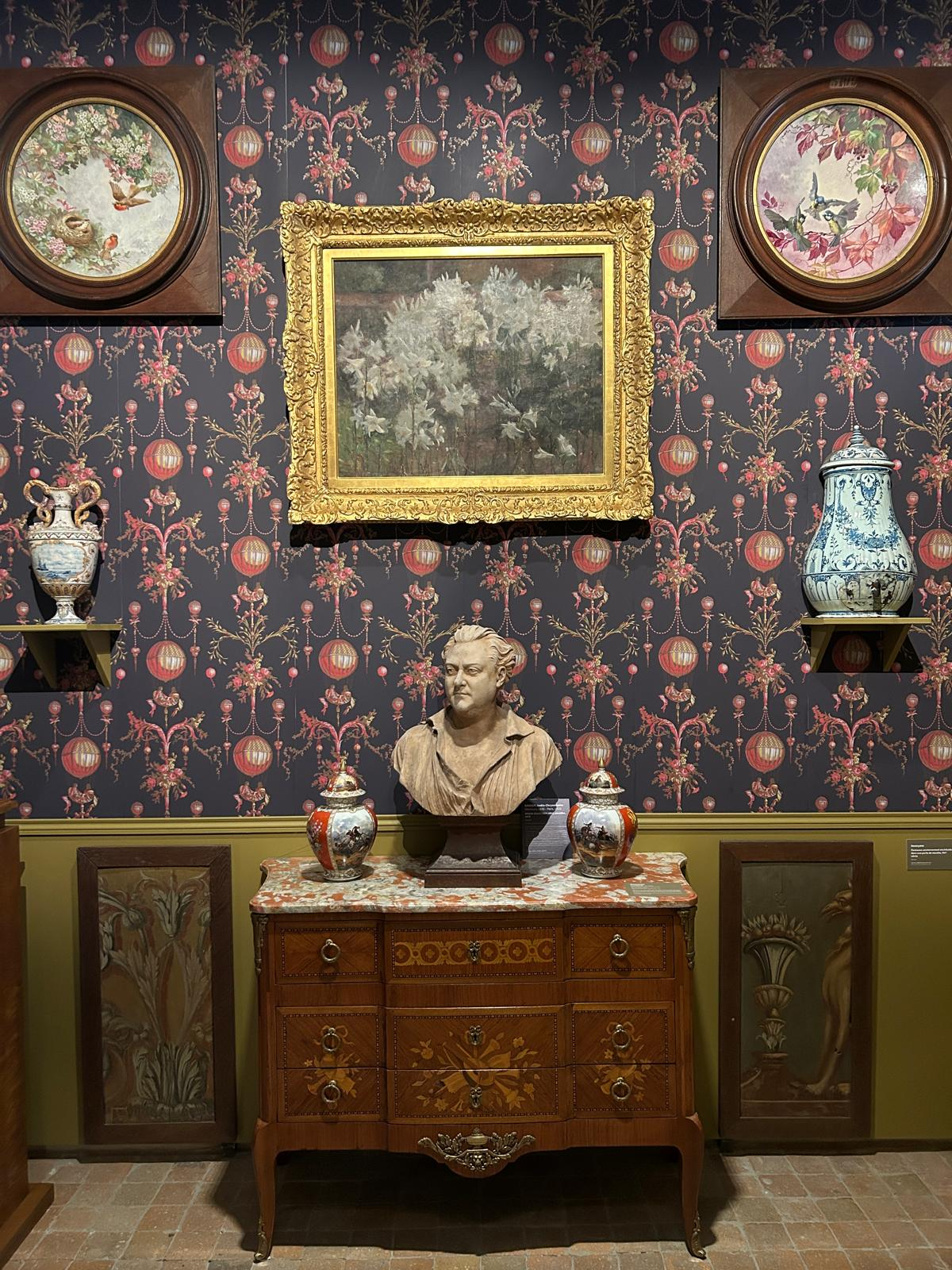
Parcours permanent-section 2

#### Le Salon
La première section aborde la thématique du Salon artistique. Les peintures de grand format y sont accrochées à touche-touche, cadre contre cadre, sur un nouvel habillage des poteaux de soutènement. Bien que l’accrochage soit dense, il restitue fidèlement l’ambiance de ces Salons. Il laisse également un peu de place pour permettre la réintégration de certaines œuvres avec leurs cadres d’origine, une fois ceux-ci restaurés.

#### L'intérieur bourgeois
Dans la seconde section, un intérieur bourgeois prend place au sein du nouveau parcours. Il célèbre les arts décoratifs grâce à la présentation d’objets variés : céramiques, mobilier, enseignes, panneau de bois xylographié, sculptures, etc. Cet espace permet également de valoriser les derniers dons reçus en 2024 et 2025.

#### L'atelier du sculpteur
Grâce à la présence du fonds d’atelier du sculpteur Justin-Chrysostome Sanson, il est possible de reconstituer son espace de travail, en y intégrant à la fois les objets ayant pu nourrir son inspiration (sculptures médiévales, objets antiques, éléments architecturaux), ses outils, ainsi que ses propres créations : sculptures en plâtre, terre cuite, terre crue, bronze, marbre, etc.

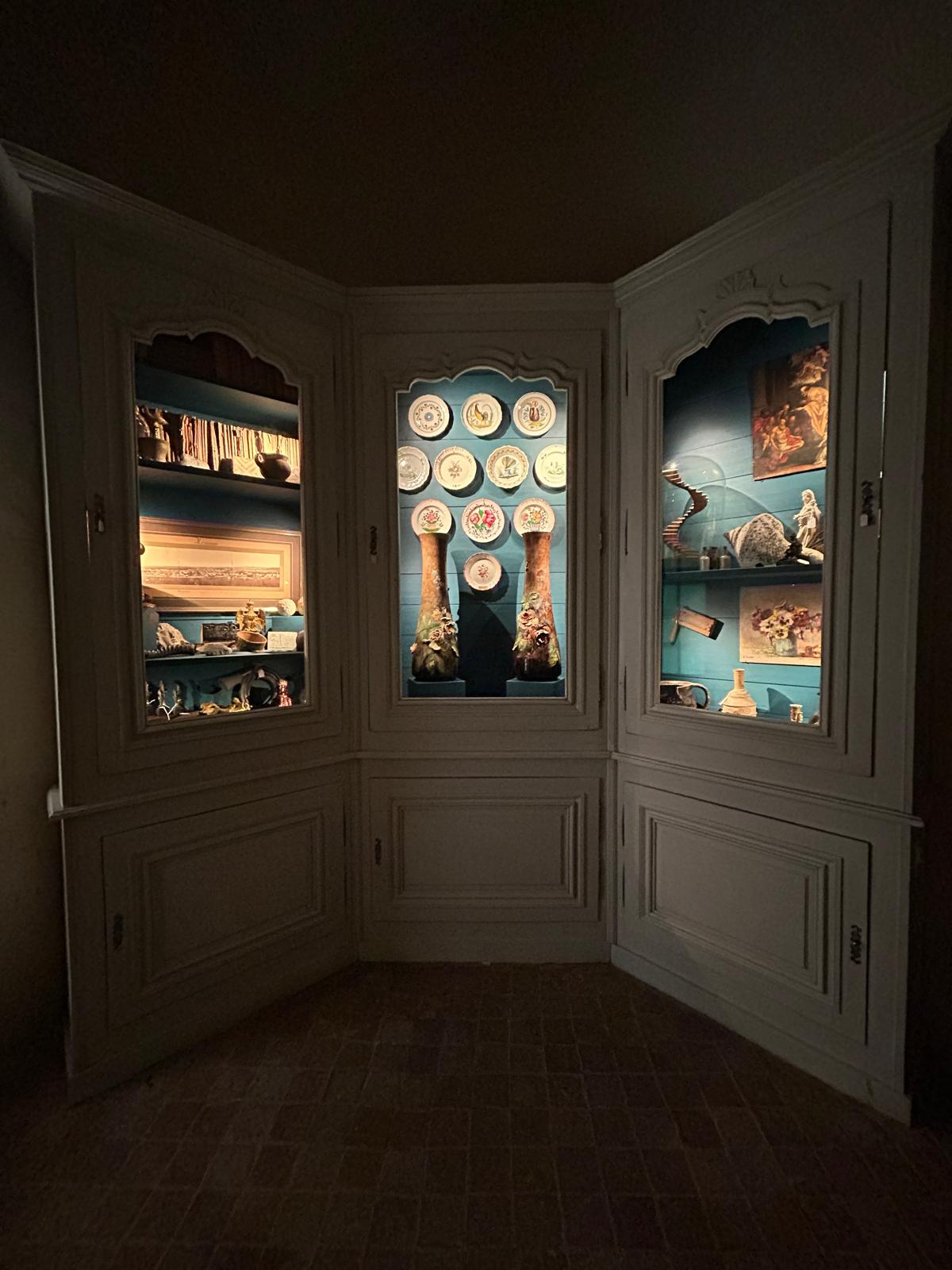
Cabinet de curiosités dans le Château-Musée de Nemours

### Cabinet de curiosités
Afin de rendre davantage d’espaces accessibles au public au sein du château, l’ouverture de ce nouvel espace a été rendue possible grâce à la création d’un cabinet de curiosités. Niché dans une tourelle restée inaccessible depuis l’ouverture du Château-Musée en 1903, ce cabinet présente, dans un cadre exceptionnel, un ensemble d’objets parfois curieux ou insolites.
Cette ouverture a été rendue possible grâce au mécénat de la Société des Amis du Vieux Château (Nemours) et de l’association Entre cour et jardin (Fontainebleau).

## Collections

### Vie des collections

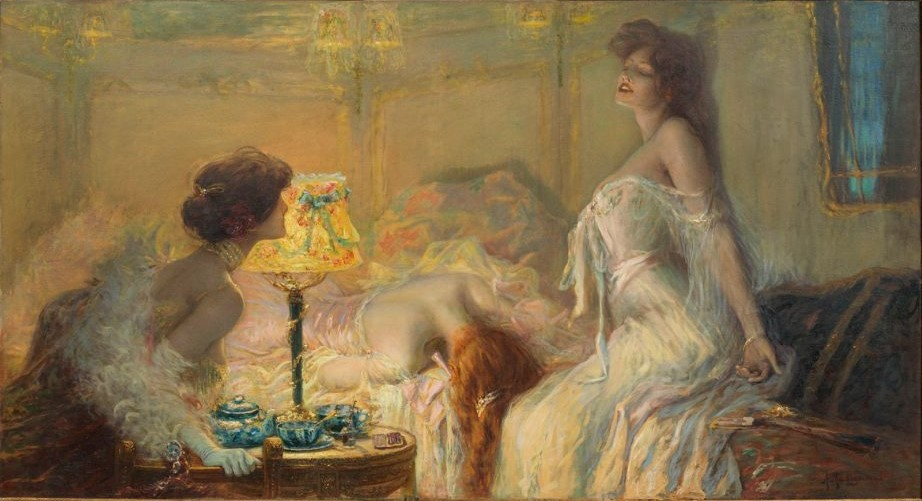
Albert Matignon, La Morphine, 1906, huile sur toile, 109 x 196 cm. Nemours, Château-Musée, 2017.556.1

Depuis sa réouverture en 2007, les collections du Château-Musée de Nemours font l'objet de prêts dans divers musées, en France comme à l'étranger (Luxembourg, Allemagne, Japon). La Leçon avant Sabbat du peintre Louis-Maurice Boutet de Monvel fait partie des œuvres ayant le plus voyagé. C'est également le cas de La Morphine d'Albert Matignon.
Depuis les années 2020, la collection s'enrichit régulièrement par le biais de dons. En 2023, un transfert de propriété entre la ville de Nemours et le Château-Musée fait entrer dans les collections une nouvelle œuvre de Louis-Maurice Boutet de Monvel. Intitulée Le Chemineau, elle avait été offerte précédemment par la petite-fille de l'artiste afin de décorer le nouvel hôtel de ville de la commune. En fin d'année, la Société des Amis du Vieux Château de Nemours offre une toile de Paul Louchet représentant les quais de Paris.
En 2024, une donation importante vient enrichir à la fois la connaissance d'un artiste, Achille Varin et le fonds d'art graphique du Château-Musée. Plus de vingt pastels de grandes dimensions et deux huiles nouvellement acquis permettent de réaliser la première exposition monographique consacrée à cet artiste.

### Beaux-Arts

#### Peintures
Le fonds de peintures se constitue dès 1901. Sanson et Marché font appel à leurs amis artistes pour enrichir ce fonds. Plusieurs œuvres entrent ainsi dans les collections (Alexandre Ferdinand Kreutzer, Henry Charles Daudin, Joseph Félix Bouchor, Amédée Buffet, Émile Boilvin, Gaëtan Commergnat, Tony Robert-Fleury, Armand Cassagne, Léon Dambeza, Jean-Jacques Henner, etc.). Le Château-Musée conserve également deux fonds importants : celui d'Ernest Marché et celui de Fernande Sadler.

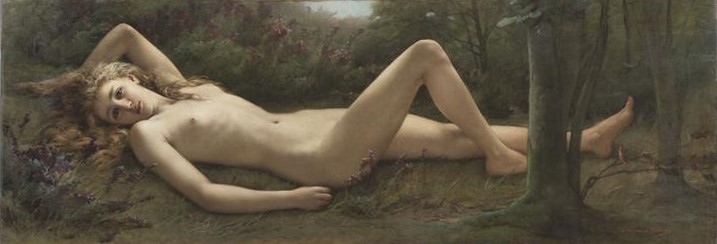
Emmanuel Benner, Jeune fille couchée sur un lit de bruyères, huile sur toile, 72 x 201 cm. Nemours, Château-Musée, 2013.0.73
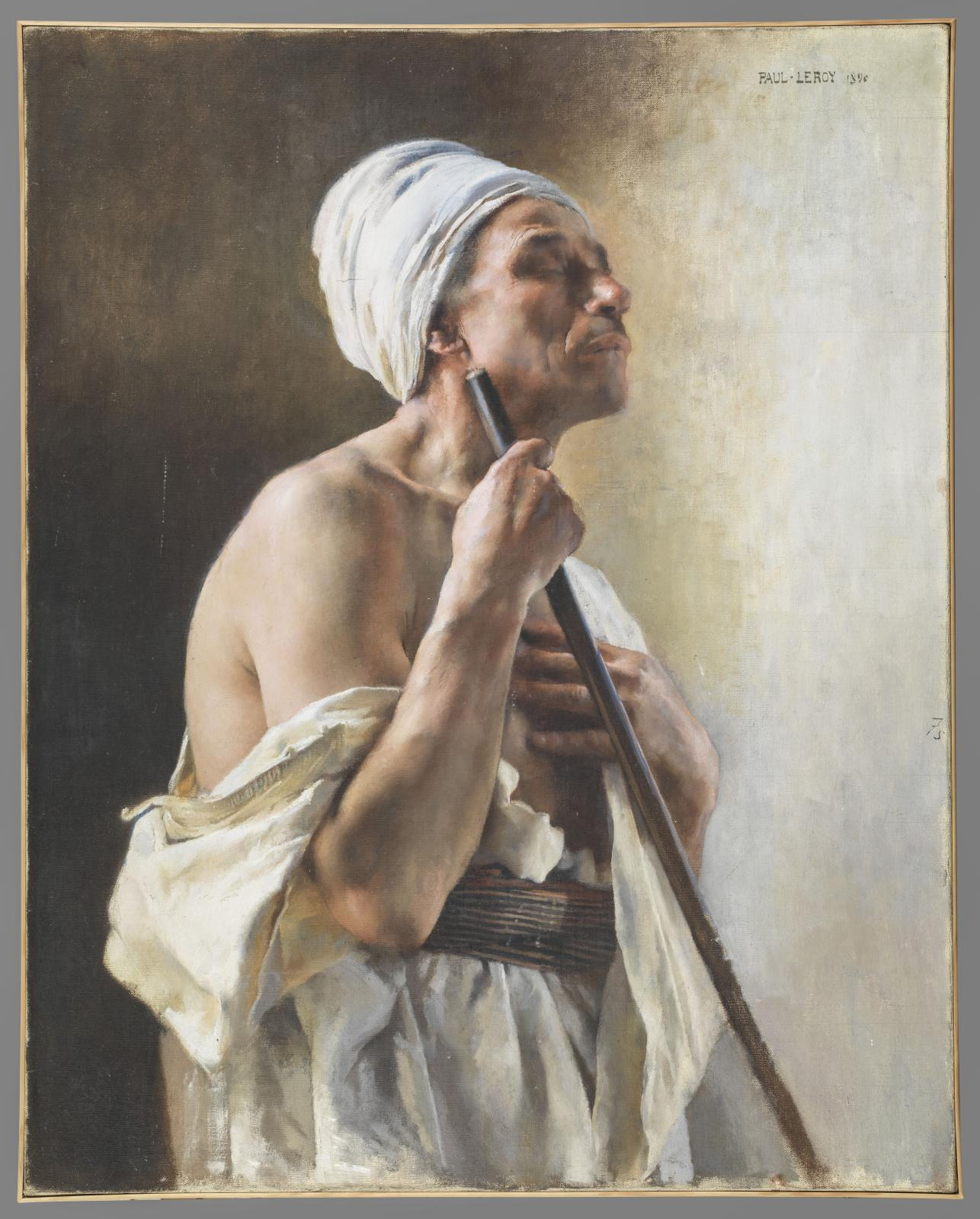
Paul Leroy, Le Mendiant aveugle de l'oasis d'El Bordj, 1890, huile sur toile, 92 x 73 cm. Nemours, Château-Musée, 1901.21.1
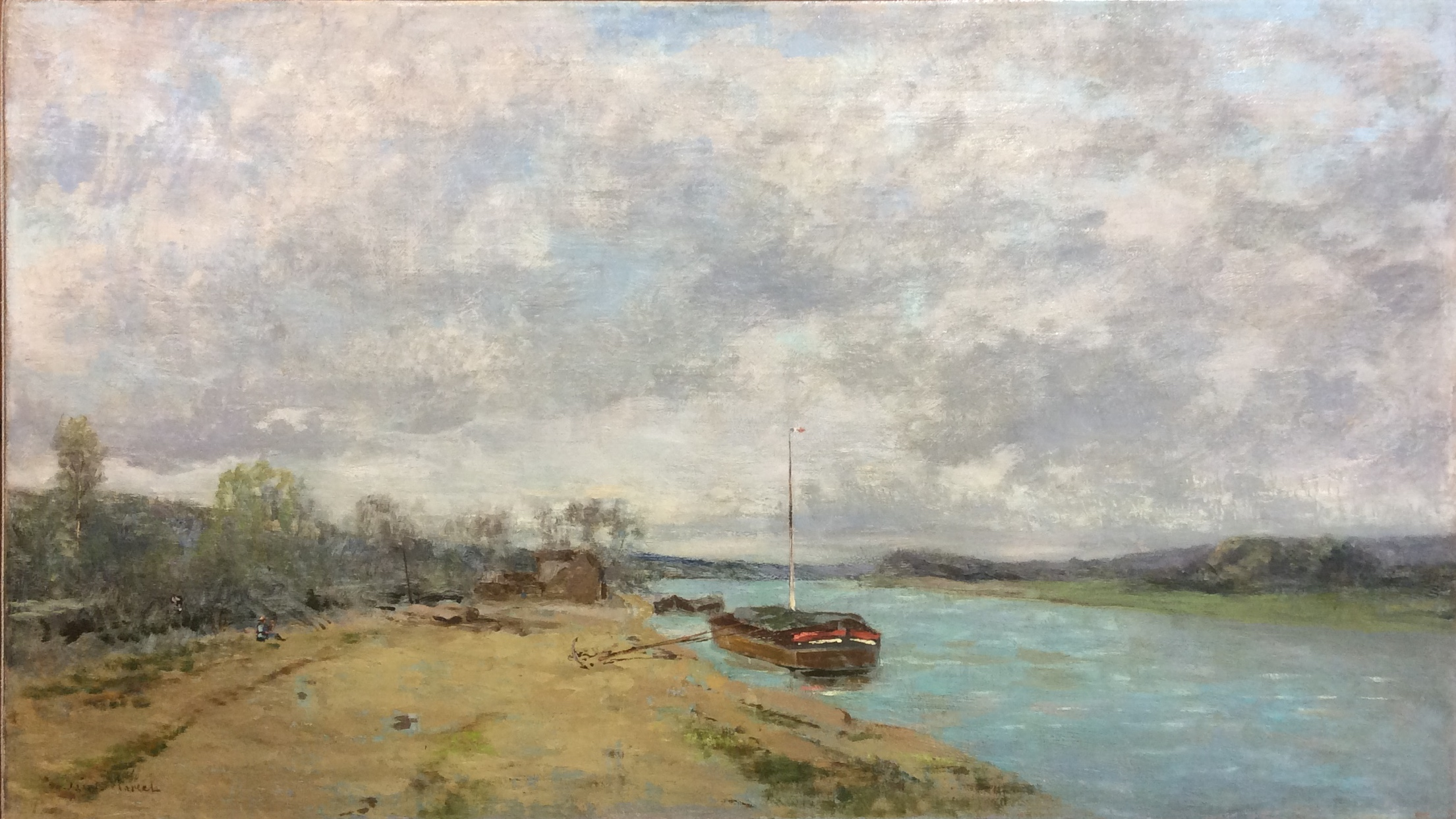
Charles Edme Saint Marcel, Bords de Seine en automne entre Effondré et Montmeillant, 1875, huile sur toile, 40 x 70 cm. Nemours, Château-Musée, 2014.0.141
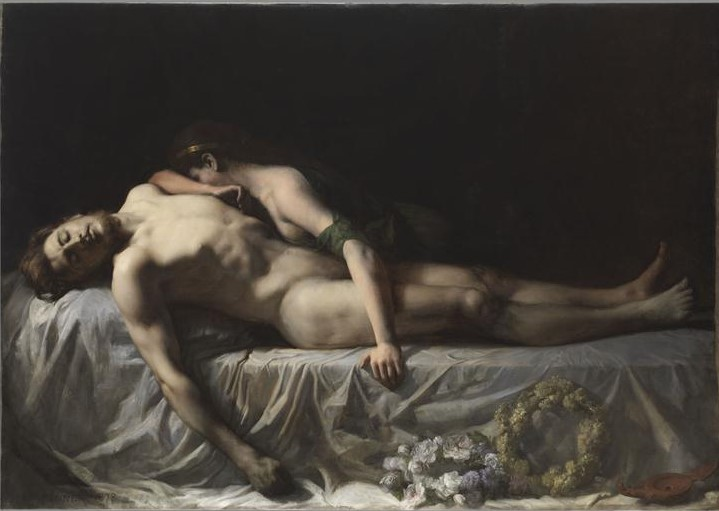
Jean Benner, Briseïs pleurant sur le corps de Patrocle, 1878, huile sur toile, 140 x 200 cm. Nemours, Château-Musée, 2016.0.344
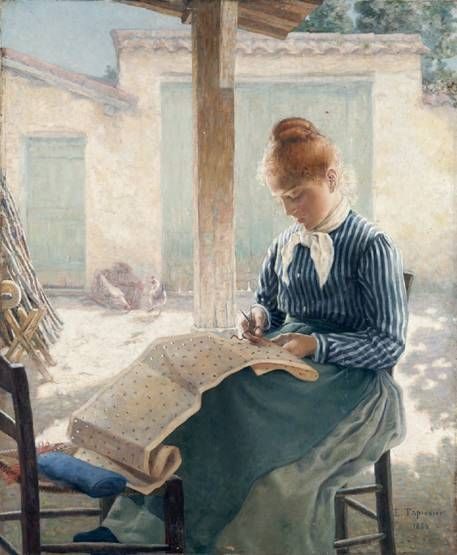
Edmond Tapissier, La Dentellière, 1889, huile sur toile, 123 x 103 cm. Nemours, Château-Musée, 1901.24.1

#### Sculptures

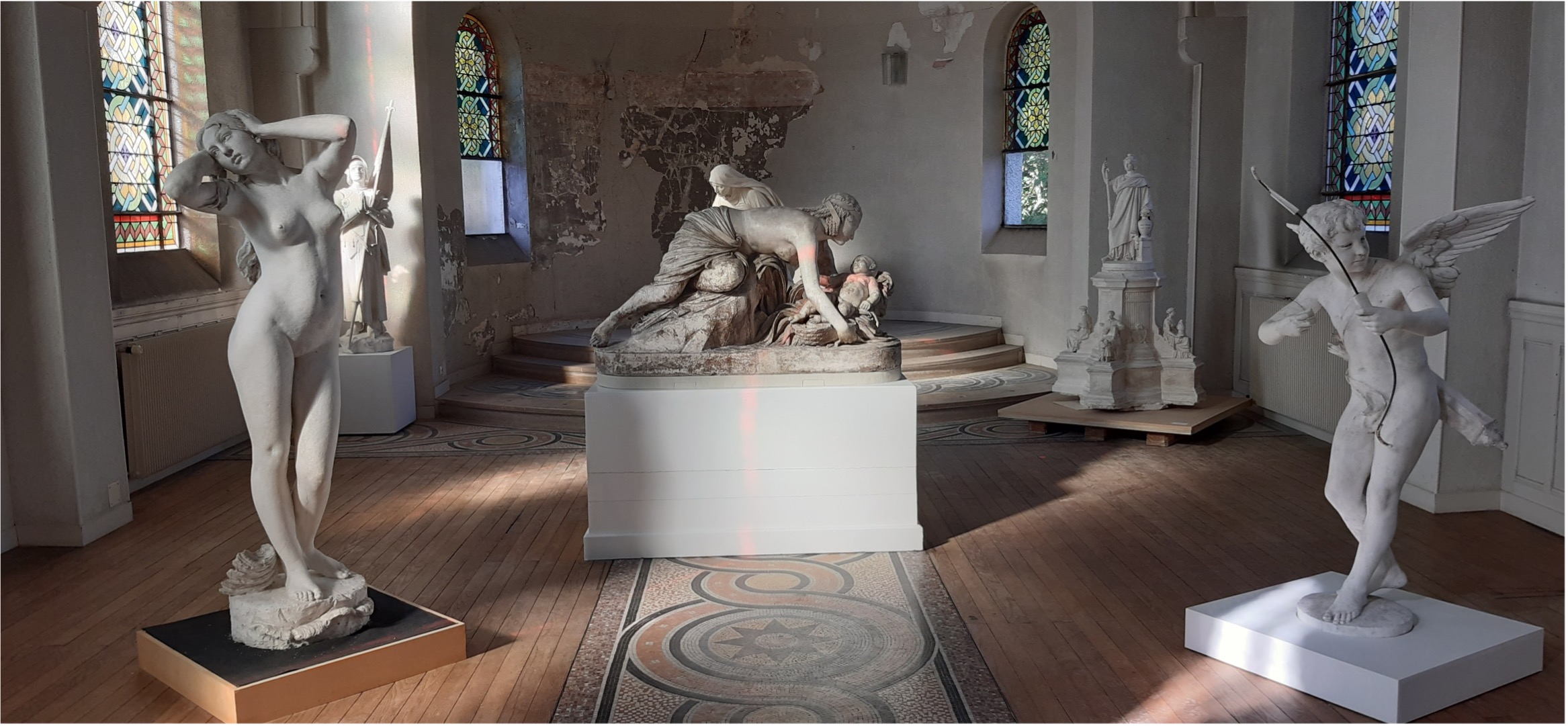
Chapelle des tanneurs de Nemours.

Constitué essentiellement d’œuvres provenant du legs du sculpteur Sanson, cet ensemble a été enrichi, dès l'ouverture, par plusieurs grands plâtres d'artistes contemporains de Sanson et parfois amis (Jean-Jules Allasseur, Louis-Ernest Barrias, Just Becquet, Louis Bottée, Jean-Baptiste Champeil, etc.). À cela s'ajoutent également des sculptures de Jean-Baptiste Carpeaux, Albert-Ernest Carrier-Belleuse, François Thomas Cartier, etc.
La quasi-totalité des grands plâtres figurant dans les collections du Château-Musée a fait l'objet d'une restauration depuis les années 2010. Pour l'essentiel, ces derniers sont exposés soit dans la  « chapelle des tanneurs », soit dans l'hôtel de ville. Dans les réserves figurent également quelques sculptures anciennes, parfois en bois polychrome.

#### Arts graphiques
Le cabinet d'art graphique se compose de milliers de feuilles dont les plus importantes proviennent du don des Ardail (Albert et Adolphe) ainsi que de Loÿs Delteil. Il conserve ainsi des gravures de Dürer, Goya, Delacroix et aussi de rares dessins italiens des XVIe et XVIIe siècles. Parmi les artistes du XIXe siècle, on retrouve Tony Robert-Fleury.

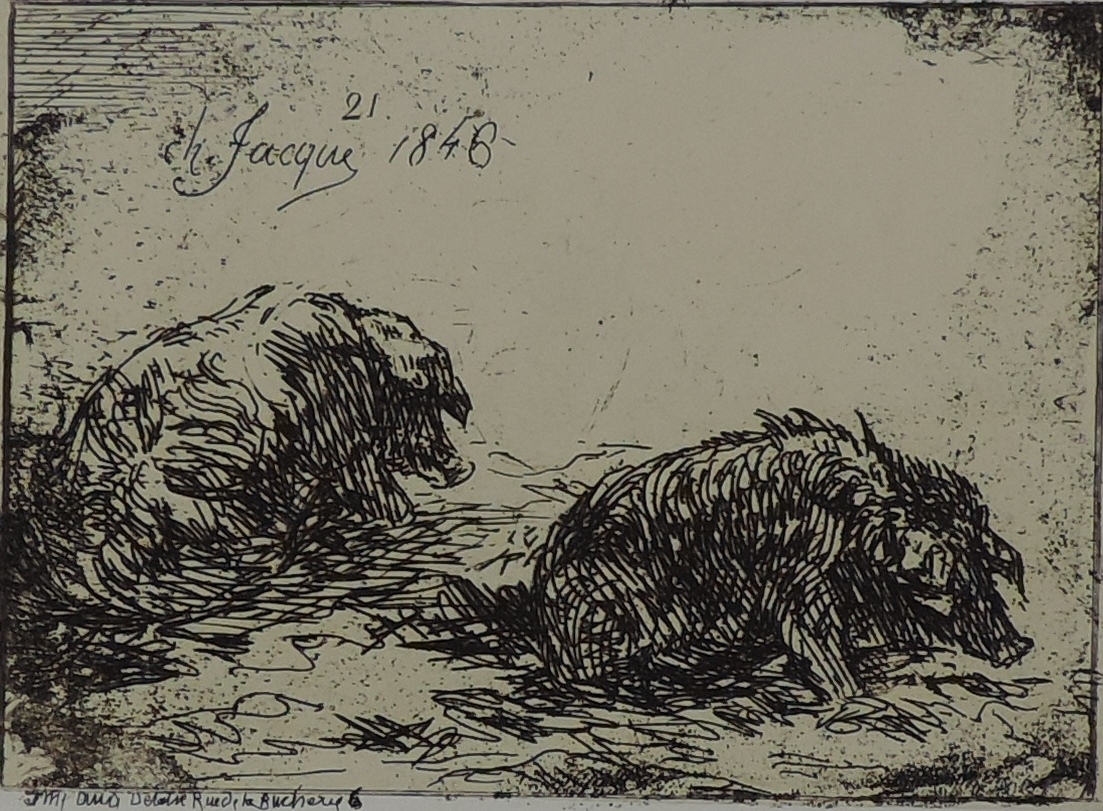
Deux cochons, Charles Jacque, estampe. Nemours, Château-Musée.
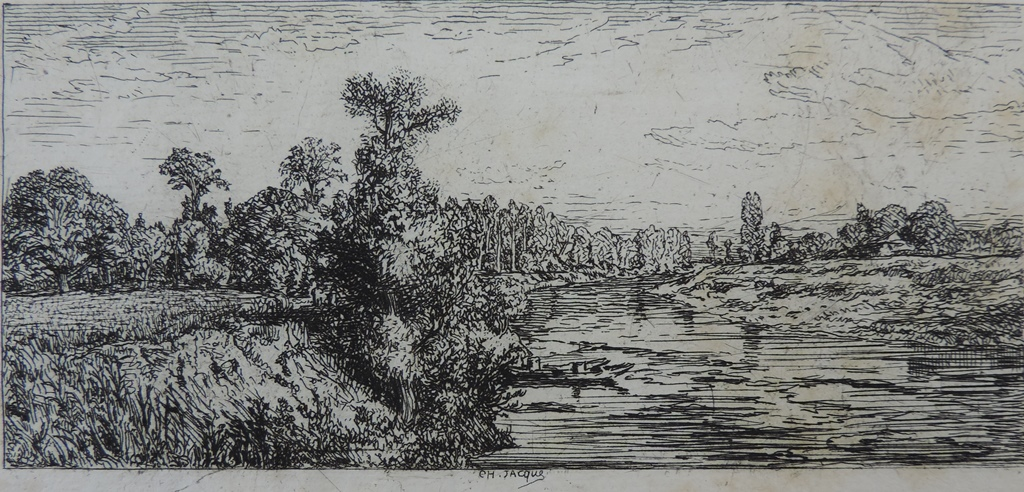
Paysage champêtre, Charles Jacque, estampe. Nemours, Château-Musée.
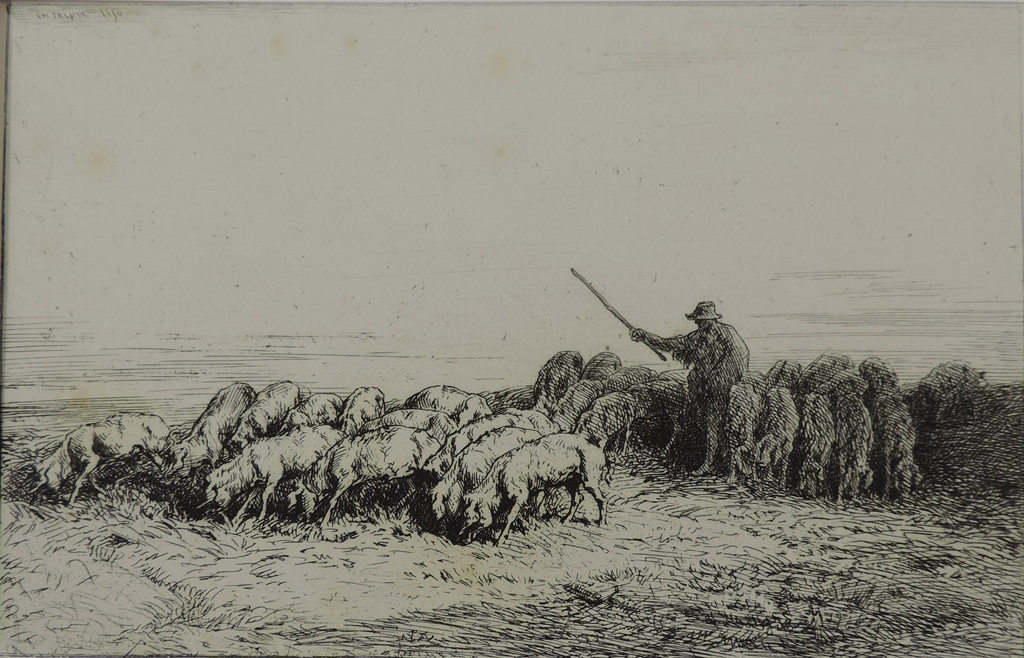
Troupeau de porcs, Charles Jacque, estampe. Nemours, Château-Musée.
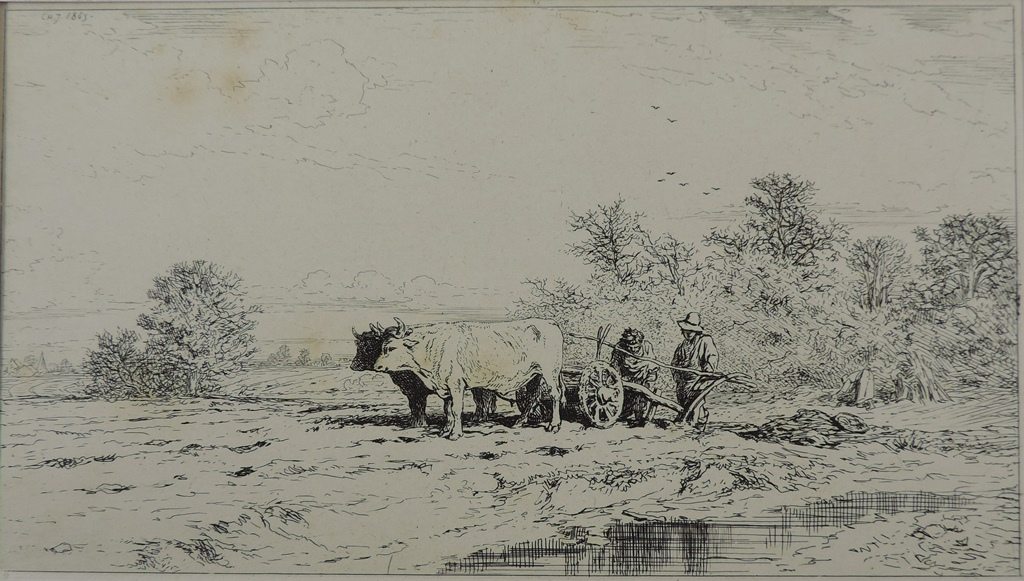
Laboureur, Charles Jacque, estampe. Nemours, Château-Musée.

## Expositions
- D'octobre 2007 à janvier 2008 : Zao Wou-Ki, peintures, œuvres sur papier, céramiques (1947-2007).
- De février 2008 à juillet 2009 : Du château au musée : histoires à raconter.
- De septembre à décembre 2009 : In Between.
- De mai à octobre 2010 : Imaginaire autour du livre.
- De novembre 2010 à avril 2011 : Justin-Chrysostome Sanson, un sculpteur à Nemours (1833-1910).
- De mai à décembre 2011 : Robes de mariées au château de Nemours, 40 ans de création.
- De décembre 2011 à mai 2012 : Ardail père et fils, graveurs et collectionneurs au XIXe siècle.
- De juin à octobre 2012 : Japon, le corps sublimé.
- De novembre 2012 à juin 2013 : Ernest Marché (1864-1932), des bords du Loing aux oasis algériennes.
- De juillet à octobre 2013 : Il était une fois Cyrano de Bergerac.
- D'octobre 2013 à mars 2014 : Lumière sur la photographie au XIXe siècle (chefs-d'œuvre des collections du château-musée).
- De mai à novembre 2014 : Le Moyen Âge en héritage.
- De novembre 2014 à avril 2015 : La Révolution est dans l'assiette.
- De mai à novembre 2015 : Les Illustres du château de Nemours (1100-1900).
- De décembre 2015 à mai 2016 : Charles Edme Saint Marcel (1819-1890), élève de Delacroix.
- De mai 2016 à février 2017 : Au féminin, chefs-d'œuvre des collections du château musée (1850-1914).
- De mars à novembre 2017 : Au masculin, chefs-d'œuvre des collections du château musée (1850-1914).
- De décembre 2017 à fin avril 2018 : Invitation, Belle Époque (1880-1914).,
- De mai 2018 à mars 2019 : Bords du Loing et forêt de Fontainebleau, un rendez-vous d'artistes (1850-1914) ».
- De mars 2019 à novembre 2019 : Être prix de Rome de sculpture au XIXe siècle.
- De décembre 2019 à octobre 2021 : Le musée sort de ses réserves.
- Du 27 novembre 2021 au 27 mars 2022 : Rêves d'Orient »[7].
- Du 23 avril au 28 août 2022 : Aux grands donateurs, le château musée reconnaissant.
- Du 8 octobre 2022 au 5 mars 2023 : Promenade loin(g)taine - Les Artistes étrangers au fil du Loing[8].
- Du 8 avril au 17 septembre 2023 : Venez comme vous êtes, l'art du portrait dans les collections du château musée de Nemours.
- Du 21 octobre 2023 au 25 février 2024 : Du vieux château au château musée de Nemours, 1902-2023, une exposition anniversaire.
- Du 6 avril au 22 octobre 2024 : Wouaf, un accrochage qui a du chien, l'art animalier dans les collections du château musée de Nemours.
- Du 26 octobre 2024 au 3 mars 2025 : Achille Varin, une donation.
- Du 17 mai au 21 septembre : Traits de génie. Trésors cachés du Cabinet des Arts graphiques du Château-Musée.
- Du 17 mai au 21 septembre : Enchâssements en partenariat avec le Frac Île-de-France.

#### Pour les expositions, voir
- Du château au musée, Histoires à raconter, livret d'exposition, Nemours, Château-Musée, 2008, 16p[10].
- Justin-Chrysostome Sanson, un sculpteur à Nemours (1833-1910), livret d'exposition, Nemours, château musée, 2010, 31[11].
- Ardail, père & fils : graveurs et collectionneurs au XIXe siècle, livret d'exposition, Nemours, château musée, 2011, 23 p[12].
- Ernest Marché (1864-1932), des bords du Loing aux oasis algérien(ne)s, livret d'exposition, Nemours, château musée, 2012, 24 p.
- Lumière sur la photographie au XIXe siècle, chefs-d'œuvre(s) des collections du Château-Musée, livret d'exposition, Nemours, Château-Musée, 2013, 24 p.[13].
- La Révolution est dans l'assiette, livret d'exposition, Nemours, château musée, 2014.
- Charles Edme Saint-Marcel, élève de Delacroix (1819-1890), livret d'exposition, Nemours, château musée, 2015, 24 p.[14].
- Au féminin : chefs-d'œuvre(s) des collections du château musée (1850-1914), livret d'exposition, Nemours, Château-Musée, 2016.
- Au masculin : chefs-d'œuvre des collections du château musée (1850-1914), livret d'exposition, Nemours, Château-Musée, 2017, 30 p.[15].
- Invitation Belle Époque (1880-1914), livret d'exposition, Nemours, Château-Musée, 2017.
- Bords du Loing et forêt de Fontainebleau, un rendez-vous d'artistes (1850-1914), livret d'exposition, Nemours, château musée, 2018.
- Être Prix de Rome de sculpture au XIXe siècle, livret d'exposition, Nemours, Château-Musée, 2019.
- Rêve d'Orient, catalogue d'exposition, Nemours, Château-Musée, 2021, 67 p.[16].
- Promenade loin(g)taine, les artistes étrangers au fils du Loing, catalogue d'exposition, Nemours, Château-Musée, 2022, 102 p.[17].
- Du vieux château au Château-Musée de Nemours, 1902-2023 : une exposition anniversaire, catalogue d'exposition, Nemours, Château-Musée, 2023, 182 p.[18].
- Achille Varin, catalogue d'exposition, Nemours, Château-Musée, 2024, 120 p.